# Обухівська міська рада
Обу́хівська міська́ ра́да — адміністративно-територіальна одиниця та орган місцевого самоврядування у складі Київської області. Адміністративний центр — місто обласного значення Обухів.

## Загальні відомості
Обухівська міська рада утворена 15 грудня 1966 року.
- Територія ради: 24,193 км²
- Населення ради: 33 776 осіб (станом на 1 вересня 2015 року)[1]
- Територією ради протікають річки Кобринка, Стугна

## Історія
10 липня 2010 року Верховна Рада України віднесла місто Обухів Обухівського району Київської області до категорії міст обласного значення.

## Населені пункти
Міській раді підпорядковані населені пункти:
- м. Обухів
- с. Ленди
- с. Таценки

## Склад ради
Рада складається з 34 депутатів, голови та секретаря ради:
- Голова ради: Левченко Олександр Миколайович;
- Секретар ради: Ільєнко Лариса Олександрівна[2].

### Керівний склад попередніх скликань
| Прізвище, ім'я, по батькові    | Основні відомості                                                                                 | Дата обрання | Дата звільнення |
| ------------------------------ | ------------------------------------------------------------------------------------------------- | ------------ | --------------- |
| Левченко Олександр Миколайович | Міський голова, 1956 року народження, освіта вища                                                 | 30.10.2010   | 25.10.2015      |
| Левченко Олександр Миколайович | Міський голова, 1956 року народження, освіта вища, безпартійний, від політичної партії «Наш край» | 25.10.2015   |                 |

Примітка: таблиця складена за даними сайту ЦВК

### Депутати VII скликання
За результатами місцевих виборів 2015 року депутатами ради стали:

#### За суб'єктами висування
| Суб'єкт висування                                          | Кількість обраних депутатів | %     |
| ---------------------------------------------------------- | --------------------------- | ----- |
| Політична партія «Наш край»                                | 8                           | 23.53 |
| Політична партія «Об'єднання „Самопоміч“»                  | 5                           | 14.71 |
| Партія Блок Петра Порошенка «Солідарність»                 | 5                           | 14.71 |
| Політична партія «Сила людей»                              | 4                           | 11.76 |
| Політична партія Всеукраїнське об'єднання «Свобода»        | 4                           | 11.76 |
| Політична партія «Українське Об'єднання патріотів — УКРОП» | 3                           | 8.82  |
| Політична партія Всеукраїнське об'єднання «Батьківщина»    | 3                           | 8.82  |
| Радикальна партія Олега Ляшка                              | 2                           | 5.88  |

#### За округами
| № округу                                                   | Прізвище, ім'я, по батькові       | Дата нар.  | Освіта              | Партійна приналежність                                           | Відомості |
| ---------------------------------------------------------- | --------------------------------- | ---------- | ------------------- | ---------------------------------------------------------------- | --- |
| Політична партія «Наш край»                                |                                   |            |                     |                                                                  | |
| 30                                                         | Іщенко Вікторія Вікторівна        | 31.03.1983 | вища                | безпартійна                                                      | Управління соціального захисту населення виконавчого комітету Обухівської міської ради, заступник начальника управління                                                  |
| 34                                                         | Пацурина Григорій Петрович        | 22.03.1958 | вища                | безпартійний                                                     | ПАТ «Обухівське», виконавчий директор |
| 29                                                         | Підтілок Микола Петрович          | 16.05.1971 | вища                | безпартійний                                                     | ТОВ «ЄвроУкрБудЕнергомонтаж», директор |
| 2                                                          | Сатко Олександр Васильович        | 01.09.1959 | вища                | член Політичної партії «Наш край»                                | Приватний підприємець |
| 28                                                         | Музичко Сергій Олексійович        | 01.11.1957 | вища                | безпартійний                                                     | ПАТ «Укртелеком» Київська обласна філія, начальник станційно — лінійної дільниці                                                                                         |
| 5                                                          | Клочко Сергій Миколайович         | 14.08.1958 | вища                | член Політичної партії «Наш край»                                | ТОВ «ЛКЛ — ПРОЕКТ», директор |
| 32                                                         | Зборовська Олена Вікторівна       | 15.04.1974 | середня спеціальна  | безпартійна                                                      | Дитячий навчальний заклад комбінованого типу «Пролісок», вихователь дитячого садка                                                                                       |
| 8                                                          | Вяхірєв Максим Олегович           | 12.05.1979 | вища                | член Політичної партії «Наш край»                                | Виконавчий комітет Обухівської міської ради, начальник відділу капітального будівництва                                                                                  |
| Партія "Блок Петра Порошенка «СОЛІДАРНІСТЬ»                |                                   |            |                     |                                                                  | |
| пк                                                         | Геращенко Володимир Миколайович   | 25.06.1978 | вища                | безпартійний                                                     | Приватний підприємець |
| 18                                                         | Процун Світлана Миколаївна        | 01.11.1964 | професійно-технічна | член ПАРТІЇ "БЛОК ПЕТРА ПОРОШЕНКА «СОЛІДАРНІСТЬ»                 | Публічне акціонерне товариство «Київський картонно-паперовий комбінат», розмелювач-технолог                                                                              |
| 34                                                         | Малишев Віктор Олександрович      | 25.09.1983 | вища                | безпартійний                                                     | Обухівська районна державна адміністрація Київської області, радник голови адміністрації                                                                                 |
| 24                                                         | Кабанець Сергій Васильович        | 19.04.1978 | вища                | безпартійний                                                     | Публічне акціонерне товариство «Київський картонно-паперовий комбінат», черговий електрик                                                                                |
| 1                                                          | Мостипанюк Юрій Юрійович          | 24.10.1979 | вища                | член ПАРТІЇ "БЛОК ПЕТРА ПОРОШЕНКА «СОЛІДАРНІСТЬ»                 | Приватний підприємець |
| Політична партія "Об'єднання «САМОПОМІЧ»                   |                                   |            |                     |                                                                  | |
| пк                                                         | Лук'яненко Олександр Іванович     | 26.04.1968 | вища                | член Політичної партії "Об'єднання «САМОПОМІЧ»                   | Товариство з обмеженою відповідальністю «Обухівтранс», директор |
| 16                                                         | Давітідзе Паата Гурамович         | 01.01.1970 | вища                | безпартійний                                                     | Приватний підприємець |
| 13                                                         | Грищенок Наталія Володимирівна    | 25.09.1960 | вища                | безпартійна                                                      | Товариство з обмеженою відповідалністю «Новинка», заступник директора |
| 17                                                         | Дерев'янко Анна Василівна         | 06.05.1980 | вища                | безпартійна                                                      | ОСББ «Каштанове 2007», голова правління |
| 5                                                          | Ульяніч Аліна Олександрівна       | 11.07.1979 | вища                | безпартійна                                                      | ПАТ «Міський комерційний банк», завідувачка сектору моніторингу та нагляду за операціями з платіжними картками відділу моніторингу та нагляду за банківськими операціями |
| політична партія Всеукраїнське об'єднання «Свобода»        |                                   |            |                     |                                                                  | |
| пк                                                         | Гут Віталій Володимирович         | 07.09.1977 | вища                | член політичної партії Всеукраїнське об'єднання «Свобода»        | тимчасово не працює |
| 20                                                         | Яцун Богдан Іванович              | 22.05.1976 | вища                | член політичної партії Всеукраїнське об'єднання «Свобода»        | Верховна рада України, помічник-консультант народного депутата України                                                                                                   |
| 28                                                         | Іщенко Ольга Миколаївна           | 24.06.1979 | вища                | член політичної партії Всеукраїнське об'єднання «Свобода»        | тимчасово не працює |
| 11                                                         | Воробець Валерій Іванович         | 04.03.1967 | вища                | член політичної партії Всеукраїнське об'єднання «Свобода»        | Приватний підприємець |
| Політична партія «Сила людей»                              |                                   |            |                     |                                                                  | |
| пк                                                         | Паєнко Олена Василівна            | 04.10.1963 | вища                | член Політичної партії «Сила людей»                              | ПБФ «Інбуд», директор |
| 27                                                         | Карамаш Микола Миколайович        | 07.12.1959 | вища                | член Політичної партії «Сила людей»                              | ДП «Київська обласна коконосушарка», директор |
| 26                                                         | Кіянченко Анатолій Михайлович     | 06.05.1962 | вища                | член Політичної партії «Сила людей»                              | ТОВ «Ріка», комерційно директор |
| 24                                                         | Анцупова Лідія Яківна             | 18.03.1965 | вища                | член Політичної партії «Сила людей»                              | ТОВ «Омела», директор |
| політична партія Всеукраїнське об'єднання «Батьківщина»    |                                   |            |                     |                                                                  | |
| пк                                                         | Зус Оксана Петрівна               | 14.03.1968 | вища                | член політичної партії Всеукраїнське об'єднання «Батьківщина»    | тимчасово не працює |
| 6                                                          | Мишко Богдан Аркадійович          | 13.05.1972 | вища                | член політичної партії Всеукраїнське об'єднання «Батьківщина»    | АТО, військовослужбовець |
| 11                                                         | Литовченко Петро Володимирович    | 26.11.1960 | вища                | член політичної партії Всеукраїнське об'єднання «Батьківщина»    | ПАК «Енергія», начальник дільниці |
| ПОЛІТИЧНА ПАРТІЯ «УКРАЇНСЬКЕ ОБ'ЄДНАННЯ ПАТРІОТІВ — УКРОП» |                                   |            |                     |                                                                  | |
| пк                                                         | Нестеров Денис Юрійович           | 19.03.1982 | вища                | член ПОЛІТИЧНОЇ ПАРТІЇ «УКРАЇНСЬКЕ ОБ'ЄДНАННЯ ПАТРІОТІВ — УКРОП» | Державне підприємство « УКРЕКОРЕСУРСИ»,, заступник директора по виробничій діяльності                                                                                    |
| 25                                                         | Мельник Наталія Миколаївна        | 04.03.1976 | вища                | член ПОЛІТИЧНОЇ ПАРТІЇ «УКРАЇНСЬКЕ ОБ'ЄДНАННЯ ПАТРІОТІВ — УКРОП» | УСЗН Обухівської РДА, завідувач сектору |
| 29                                                         | Мількевич Олександр Святославович | 31.10.1981 | вища                | член ПОЛІТИЧНОЇ ПАРТІЇ «УКРАЇНСЬКЕ ОБ'ЄДНАННЯ ПАТРІОТІВ — УКРОП» | Приватний підприємець |
| Радикальна партія Олега Ляшка                              |                                   |            |                     |                                                                  | |
| пк                                                         | Строгий Дмитро Петрович           | 03.11.1957 | вища                | член Радикальної партії Олега Ляшка                              | Приватний підприємець |
| 21                                                         | Геля Віктор Михейович             | 24.08.1951 | вища                | безпартійний                                                     | Обухівське навчально-виробниче підприємство українського товариства сліпих, директор                                                                                     |

### Депутати VI скликання
За результатами місцевих виборів 2010 року депутатами ради стали:

#### За суб'єктами висування
| Суб'єкт висування                                                                    | Кількість обраних депутатів | %    |
| ------------------------------------------------------------------------------------ | --------------------------- | ---- |
| Партія регіонів                                                                      | 18                          | 39,1 |
| Політична партія «Фронт Змін»                                                        | 11                          | 23,9 |
| Політична партія «УДАР (Український Демократичний Альянс за Реформи) Віталія Кличка» | 7                           | 15,2 |
| Народна Партія                                                                       | 5                           | 10,9 |
| Політична партія «Сильна Україна»                                                    | 2                           | 4,3  |
| Партія промисловців і підприємців України                                            | 1                           | 2,2  |
| Політична партія Всеукраїнське об'єднання «Свобода»                                  | 1                           | 2,2  |
| Політична партія «Совість України»                                                   | 1                           | 2,2  |

#### За округами
| № округу                                                                             | Прізвище, ім'я, по батькові       | Дата визнання обраним | Освіта             | Партійна приналежність                                                                     | Відомості про обраного депутата |
| ------------------------------------------------------------------------------------ | --------------------------------- | --------------------- | ------------------ | ------------------------------------------------------------------------------------------ | --- |
| Народна Партія                                                                       |                                   |                       |                    |                                                                                            | |
| б/м                                                                                  | Жевага Олександр Григорович       | 04.11.2010            | вища               | член Народної партії                                                                       | ТОВ Торговий дім, директор |
| б/м                                                                                  | Макаренко Тамара Павлівна         | 04.11.2010            | вища               | член Народної партії                                                                       | Обухівська міська рада, секретар |
| б/м                                                                                  | Кулик Оксана Миколаївна           | 04.11.2010            | вища               | член Народної партії                                                                       | Обухівський МНВК, заступник директора з навчально-виховної роботи |
| 21                                                                                   | Іщенко Вікторія Вікторівна        | 04.11.2010            | вища               | позапартійна                                                                               | Управління праці та соціального захисту населенняОбухівської райдержадміністрації, начальник відділу захисту населення від наслідків чорнобильської катастрофи                          |
| 22                                                                                   | Пацурина Григорій Петрович        | 04.11.2010            | вища               | член Народної партії                                                                       | ВАТ Обухівське, голова правління |
| Партія промисловців і підприємців України                                            |                                   |                       |                    |                                                                                            | |
| 3                                                                                    | Лещенко Микола Костянтинович      | 04.11.2010            | вища               | член Партії промисловців і підприємців України                                             | ТОВ «Алеана», директор |
| Партія регіонів                                                                      |                                   |                       |                    |                                                                                            | |
| б/м                                                                                  | Сатко Олександр Васильович        | 04.11.2010            | вища               | член Партії регіонів                                                                       | фізична особа — приватний підприємець Сатко О. В. |
| б/м                                                                                  | Зелінський Сергій Юрійович        | 04.11.2010            | вища               | член Партії регіонів                                                                       | фізична особа — приватний підприємець Зелінський С. Ю. |
| б/м                                                                                  | Пляс Яків Петрович                | 04.11.2010            | вища               | член Партії регіонів                                                                       | тимчасово не працює |
| б/м                                                                                  | Березіна Любов Юріївна            | 04.11.2010            | вища               | член Партії регіонів                                                                       | тимчасово не працює |
| б/м                                                                                  | Гладкий Микола Васильович         | 04.11.2010            | вища               | член Партії регіонів                                                                       | ТОВ «Поліс — сервіс», консультант по маркетингу |
| б/м                                                                                  | Бондаренко Віталій Андрійович     | 04.11.2010            | вища               | член Партії регіонів                                                                       | фізична особа — приватний підприємець Бондаренко В. А. |
| б/м                                                                                  | Гаращенко Тарас Васильович        | 04.11.2010            | вища               | член Партії регіонів                                                                       | Київська область, Обухівський район, Держкомзем, начальник управління |
| б/м                                                                                  | Будюк Юрій Григорович             | 04.11.2010            | вища               | член Партії регіонів                                                                       | фізична особа — приватний підприємець Будюк Ю. Г. |
| 1                                                                                    | Полатьян Армен Олегович           | 04.11.2010            | вища               | член Партії регіонів                                                                       | Приватне підприємство «Обухівміськвторресурси», генеральний директор |
| 4                                                                                    | Ворожбіт Вадим Володимирович      | 04.11.2010            | вища               | член Партії регіонів                                                                       | приватний підприємець |
| 5                                                                                    | Мозговий Олександр Васильович     | 04.11.2010            | вища               | член Партії регіонів                                                                       | ТОВ «Обухівміськбуд», директор |
| 7                                                                                    | Коновал Антоніна Іванівна         | 04.11.2010            | вища               | член Партії регіонів                                                                       | Обухівська спеціалізована загальноосвітня школа І-ІІІ ст. № 5, директор |
| 8                                                                                    | Крамаренко Юрій Петрович          | 04.11.2010            | вища               | член Партії регіонів                                                                       | Фізична особа підприємець Крамаренко Ю. П., приватнийпідприємець |
| 9                                                                                    | Теклян Михайло Ілліч              | 04.11.2010            | вища               | член Партії регіонів                                                                       | Обухівська районна спілка ветеранів Афганістану |
| 10                                                                                   | Дикий Леонід Степанович           | 04.11.2010            | вища               | позапартійний                                                                              | ВАТ «Автомобіліст», голова правління |
| 12                                                                                   | Яковина Олександр Петрович        | 04.11.2010            | вища               | позапартійний                                                                              | Київський картонно — паперовий комбінат, начальник картонного виробництва |
| 13                                                                                   | Брусило Сергій Михайлович         | 04.11.2010            | вища               | член Партії регіонів                                                                       | ТОВ «Меридіана», директор |
| 15                                                                                   | Ляхович Володимир Сергійович      | 04.11.2010            | вища               | член Партії регіонів                                                                       | Інститут Європейських досліджень НАН України, аспірант з відривом від виробництва |
| Політична партія Всеукраїнське об'єднання «Свобода»                                  |                                   |                       |                    |                                                                                            | |
| б/м                                                                                  | Яневич Олександр Валентинович     | 04.11.2010            | вища               | член Всеукраїнського об'єднання «Свобода»                                                  | ТОВ «Аватар», начальник відділу матеріально-технічного забезпечення |
| Політична партія «Сильна Україна»                                                    |                                   |                       |                    |                                                                                            | |
| б/м                                                                                  | Бондаренко Вікторія Володимирівна | 04.11.2010            | вища               | член Політичної партії «Сильна Україна»                                                    | Комунальне підприємство Київської обласної ради «Київська регіональна інвестиційна компанія», заступник генерального директора — директор департаменту проектних та вишукувальних робіт |
| б/м                                                                                  | Кульчицький Микола Сергійович     | 04.11.2010            | незакінчена вища   | член Політичної партії «Сильна Україна»                                                    | тимчасово не працює |
| Політична партія «Совість України»                                                   |                                   |                       |                    |                                                                                            | |
| 2                                                                                    | Сенниченко Дмитро Володимирович   | 04.11.2010            | вища               | позапартійний                                                                              | м. Київ ТОВ «Паркрідж Рітейл Україна», директор |
| Політична партія «УДАР (Український Демократичний Альянс за Реформи) Віталія Кличка» |                                   |                       |                    |                                                                                            | |
| б/м                                                                                  | Піліпенко Дмитро Олександрович    | 04.11.2010            | вища               | член Політичної партії «УДАР (Український Демократичний Альянс за Реформи) Віталія Кличка» | Адвокатська компанія «Локарт», адвокат |
| б/м                                                                                  | Алєксєєв Андрій Олександрович     | 04.11.2010            | вища               | член Політичної партії «УДАР (Український Демократичний Альянс за Реформи) Віталія Кличка» | Фізична особа-підприємець Алєксєєв Андрій Олександрович |
| б/м                                                                                  | Майоров Вадим Юрійович            | 04.11.2010            | вища               | член Політичної партії «УДАР (Український Демократичний Альянс за Реформи) Віталія Кличка» | ТОВ «Трейд-Імпекс», заступник директора |
| б/м                                                                                  | Фенюк Володимир Олександрович     | 04.11.2010            | вища               | член Політичної партії «УДАР (Український Демократичний Альянс за Реформи) Віталія Кличка» | Публічне акціонерне товариство «Укрсоцбанк», Паньківське відділення, начальник відділення                                                                                               |
| б/м                                                                                  | Малишев Віктор Олександрович      | 04.11.2010            | вища               | член Політичної партії «УДАР (Український Демократичний Альянс за Реформи) Віталія Кличка» | Національний університет харчових технологій, асистент кафедри «біохімії» |
| 14                                                                                   | Геращенко Володимир Миколайович   | 04.11.2010            | вища               | член Політичної партії «УДАР (Український Демократичний Альянс за Реформи) Віталія Кличка» | Фізична особа-підприємець Геращенко Володимир Миколайович |
| 16                                                                                   | Кабанець Сергій Васильович        | 04.11.2010            | вища               | член Політичної партії «УДАР (Український Демократичний Альянс за Реформи) Віталія Кличка» | Публічне акціонерне товариство «Київський картонно-паперовий комбінат», електромонтер                                                                                                   |
| Політична партія «Фронт Змін»                                                        |                                   |                       |                    |                                                                                            | |
| б/м                                                                                  | Паєнко Олена Василівна            | 04.11.2010            | вища               | член Політичної партії «Фронт Змін»                                                        | ТОВ «Інбуд», директор |
| б/м                                                                                  | Розвадовська Ірина Володимирівна  | 04.11.2010            | вища               | член Політичної партії «Фронт Змін»                                                        | фізична особа-підприємець |
| б/м                                                                                  | Крамар Олег Петрович              | 04.11.2010            | вища               | член Політичної партії «Фронт Змін»                                                        | тимчасово не працює |
| б/м                                                                                  | Кабанець Петро Миколайович        | 04.11.2010            | вища               | член Політичної партії «Фронт Змін»                                                        | Будівельна компанія «Столиця», головний інженер |
| 6                                                                                    | Карєєва Світлана Миколаївна       | 04.11.2010            | вища               | член Політичної партії «Фронт Змін»                                                        | «Київський картонно-паперовий комбінат», начальник відділу |
| 11                                                                                   | Воробець Любов Іванівна           | 04.11.2010            | середня спеціальна | член Політичної партії «Фронт Змін»                                                        | Комунальне підприємство «ЖКК-1» м. Обухів, директор |
| 17                                                                                   | Анцупова Лідія Яківна             | 04.11.2010            | вища               | член Політичної партії «Фронт Змін»                                                        | ТОВ «Омела», директор |
| 18                                                                                   | Карамаш Микола Миколайович        | 04.11.2010            | вища               | член Політичної партії «Фронт Змін»                                                        | Мінприроди ДЕІ України, заступник начальника відділу |
| 19                                                                                   | Кіянченко Анатолій Михайлович     | 04.11.2010            | вища               | позапартійний                                                                              | ТОВ «Ріка», комерцій ний директор |
| 20                                                                                   | Полуляшенко Олександр Іванович    | 04.11.2010            | вища               | член Політичної партії «Фронт Змін»                                                        | «Київський картонно-паперовий комбінат», начальник відділу безпеки |
| 23                                                                                   | Іщенко Олександр Іванович         | 04.11.2010            | вища               | позапартійний                                                                              | тимчасово не працює |